# Phyllactis ornata
Phyllactis ornata är en havsanemonart som först beskrevs av Addison Emery Verrill 1869.  Phyllactis ornata ingår i släktet Phyllactis och familjen Actiniidae. Inga underarter finns listade i Catalogue of Life.